# Grijota
Grijota ist eine Kleinstadt und Hauptort einer aus mehreren Siedlungskernen bestehenden Gemeinde (municipio) in der Provinz Palencia der Autonomen Gemeinschaft Kastilien-León.

## Lage
Grijota liegt am südöstlichen Arm des Canal de Castilla im Südosten der Tierra de Campos knapp 8 km (Fahrtstrecke) nordwestlich von Palencia in einer Höhe von ca. 750 m ü. d. M. Das Klima im Winter ist durchaus kalt, im Sommer dagegen warm bis heiß; der spärliche Regen (ca. 440 mm/Jahr) fällt verteilt übers ganze Jahr.

## Bevölkerungsentwicklung
| Jahr      | 1842  | 1900  | 1950  | 2000 | 2016  |
| Einwohner | k. A. | 1.283 | 1.309 | 819  | 2.177 |

Der Bevölkerungsrückgang in der zweiten Hälfte des 20. Jahrhunderts ist im Wesentlichen auf die Mechanisierung der Landwirtschaft und den damit einhergehenden Verlust von Arbeitsplätzen zurückzuführen. Im Jahr 2004 wurde ca. 1 km südöstlich des Orts eine Neusiedlung mit Golfplatz eingeweiht, die zu einem neuen Bevölkerungsschub geführt hat.

## Wirtschaft
Die Feldwirtschaft (weniger die Viehzucht) spielte seit jeher die wichtigste Rolle für die Bevölkerung der Region, doch bereits im Mittelalter entwickelten sich neben dem Pilgertourismus auch Handwerk und Handel. Wegen der Nähe zur Stadt Palencia ist Grijota inzwischen zur „Schlafstadt“ mutiert.

## Geschichte
Der keltische Volksstamm der Vaccäer waren die ersten bekannten Siedler in der Region, ihnen folgten Römer und Westgoten. Im 8. Jahrhundert wurde das Gebiet von den Mauren überrannt, doch bereits im 9. Jahrhundert eroberten asturisch-leonesische Heere die Gebiete nördlich des Duero zurück (reconquista). Ende des 10. Jahrhunderts machte der maurische Heerführer Almansor die christlichen Erfolge vorübergehend wieder zunichte, aber im 11. Jahrhundert dehnte das Königreich León sein Herrschaftsgebiet erneut bis zur Duero-Grenze aus. Nach vorangegangenen Versuchen vereinigte sich León im Jahr 1230 endgültig mit dem Königreich Kastilien. Seine Blütezeit erlebte der Ort im ausgehenden Mittelalter und in der frühen Neuzeit.

## Sehenswürdigkeiten

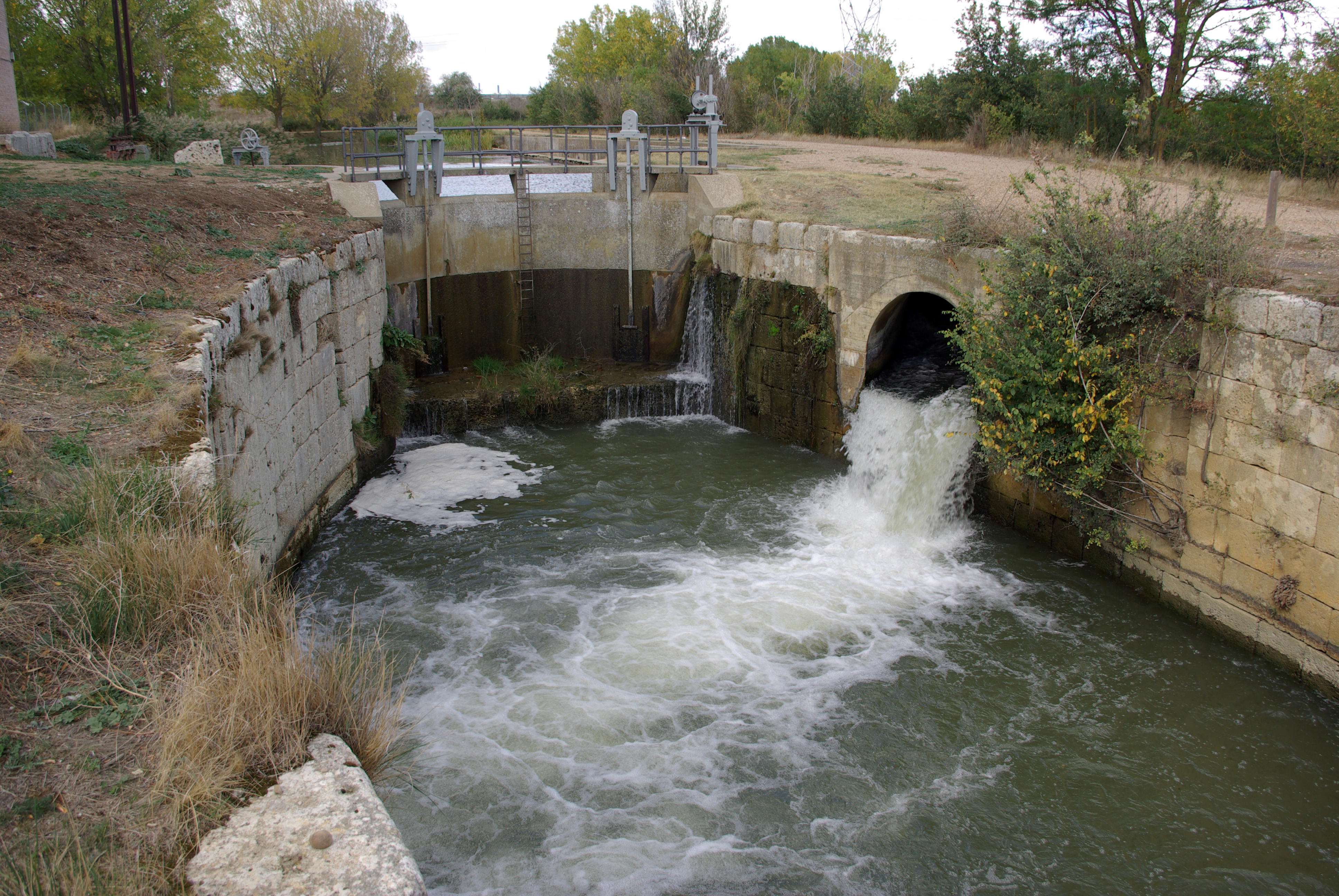
Schleuse am Canal de Castilla

- Die zur Gänze aus Hausteinen gebaute Iglesia de Santa Cruz entstand im 16. Jahrhundert in der Zeit der Renaissance. Der Bau des Glockenturms durch Juan de la Cuesta ist für das Jahr 1591 dokumentiert. Der von einem Portikus (galería porticada) geschützte Eingang befindet sich auf der Südseite. Das mit Stuck überzogene Gewölbe des Kirchenschiffs zeigt eine deutliche Renaissance-Ornamentik; die Apsis ist flach.
- Die ehemals vielleicht zu einem Kloster gehörende spätromanische Kirche der Ermita de Nuestra Señora de los Ángeles befindet sich am westlichen Rand des Ortszentrums. Ihre Außenwände sind durch Strebepfeiler stabilisiert und gegliedert; unter der Dachtraufe verläuft ein in Teilen figürlicher Konsolenfries. Ihr im Scheitel leicht angespitztes Portal befindet sich auf der Südseite. Das Kirchenschiff zeigt ein von Gurtbögen unterstütztes Spitztonnengewölbe, welches geringfügig höher ist als das der Apsis, in welcher sich ein schönes Figurenkapitell mit Szenen aus der Kindheitsgeschichte Jesu Christi befindet.[5]

Umgebung
- Der Canal de Castilla und seine Schleusen sind ein Werk des 19. Jahrhunderts.